# Trillium decipiens
Espèce
Classification APG III (2009)
Trillium decipiens est une espèce de plante à fleurs de la famille des Melanthiaceae.